# Castiarina goerlingi
Castiarina goerlingi es una especie de escarabajo del género Castiarina, familia Buprestidae. Fue descrita científicamente por Carter en 1937.